# Nuku-Hivamuskaatduif
De Nuku-Hivamuskaatduif of markiezenmuskaatduif (Ducula galeata) is een vogel uit de familie Columbidae (Duiven). Deze duif werd in 1855 door Charles Lucien Bonaparte geldig beschreven. Het is een bedreigde, endemische vogelsoort op de Marquesaseilanden, een eilandengroep in de Stille Oceaan en een deel van Frans-Polynesië.

## Kenmerken
De vogel is 55 cm lang. Het is een grote duif, met een langwerpige kop en een lange staart. Van boven is deze duif donkergroen, de kop, nek en onderkant van het verenkleed zijn donkergrijs en de onderstaartdekveren zijn kastanjebruin. De ogen zijn wit, de poten rood en de snavel en de snavelbasis zijn zwart. Opvallend is de platte, enigszins lepelvormige verdikking aan de bovensnavel.

## Verspreiding en leefgebied
Deze soort is endemisch op het eiland Nuku Hiva (de Marquesaseilanden). Op grond van fossielen is aannemelijk dat de duif op meer eilanden voorkwam in het verleden. Op een tweede eiland, Ua Huka is een wilde populatie ontstaan uit daar losgelaten duiven in het kader van een translocatieproject.  Het leefgebied is bos op hellingen boven de 250 meter boven zeeniveau. De vogel wordt ook wel in plantages van citrusvruchten en bananen waargenomen.

## Status
De Nuku-Hivamuskaatduif heeft een beperkt verspreidingsgebied en daardoor is de kans op uitsterven aanwezig. De grootte van de populatie werd in 2016 door BirdLife International geschat op minder dan 250 individuen. Jacht en de introductie van uitheemse planten en dieren zijn de grootste (potentiële) bedreigingen voor het leefgebied van deze duif. Om deze redenen staat deze soort als bedreigd op de Rode Lijst van de IUCN.